# Reborn (groupe)
Pour les articles homonymes, voir Reborn.
Reborn est un groupe de death metal marocain.

## Biographie
Le groupe est formé en 2002. Ils rencontrent le succès bien plus du côté politique que musical lorsqu'en avril 2003, un juge marocain condamne neuf des membres de Reborn et de deux autres groupes, en plus de cinq fans à de la prison ferme (entre trois mois et un an) pour « possession de crânes, squelettes, cobras, vipères et 'collection de CD diaboliques',. » En avril, la court de Casablanca raccourcit la peine de trois des neuf musiciens à 45 jours, et acquittent les onze autres,.
D'après Reda Zine, l'un des fondateurs de la scène heavy metal marocaine : « nous jouons du heavy metal car nos vies sont heavy metal. » Le groupe joue au festival Boulevard des Jeunes Musiciens de Casablanca.

## Membres
- Nabil Andaloussi - batterie
- Saad Bouidi - basse
- Amine Hamma - guitare
- Abdelsamad Bourhim - guitare
- Nabyl Guennouni - chant